# Камиля
Камила, Камиля (араб. كاملة — целая, совершенная) — женское имя арабского происхождения, в переводе с арабского означает «совершенная», «полноценная», «вполне зрелая», «законченная». Распространено у многих народов, исповедующих ислам. Распространённое имя у казахов.

## Известные носительницы
- Камила Керимбаева — казахстанская теннисистка, участница женских турниров по теннису
- Камила Коржумбаева — дрессировщица Алматинского цирка
- Камила Валиева — российская фигуристка, выступающая в женском одиночном катании